# Història de Taiwan

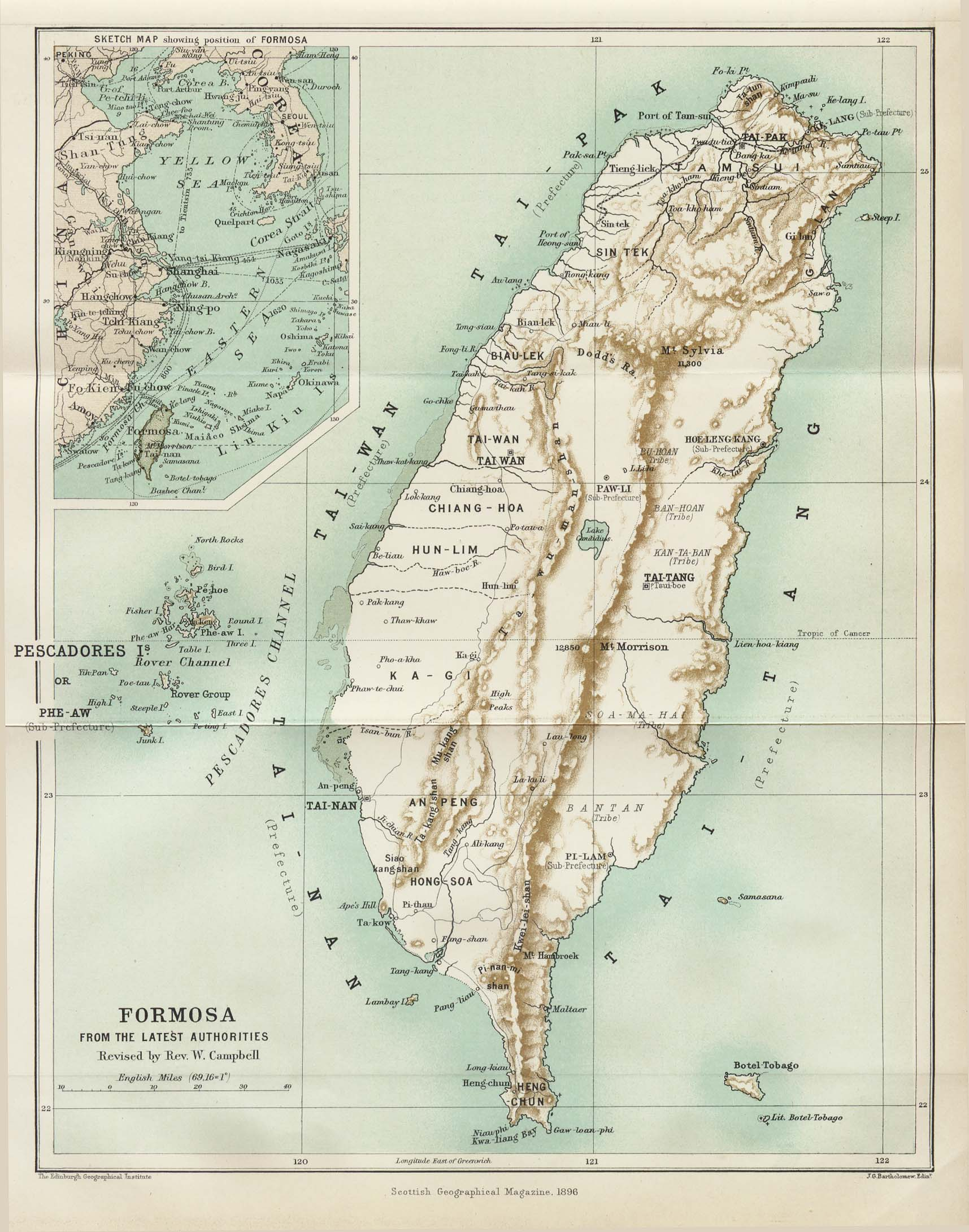
Mapa de Taiwan de 1896

La història de Taiwan es remunta a la prehistòria, cap al 30000 aC. (home de Zuozhen). Fa uns divuit mil anys, la fusió del gel va separar aquesta petita serralada del continent i la va convertir en l'illa de Taiwan.
Diferents grups proto-austronèsics, de la Cultura d'Hemudu de la badia de Hangzhou, avantpassats dels actuals indígenes taiwanesos, s'hi van establir des del 4000 aC. Assimilen i després substitueixen les poblacions antigues del Plistocè.
Els arxius de la Xina antiga indiquen que l'Ètnia Han hauria tingut coneixement de l'existència de Taiwan des de l'època dels Tres Regnes a la Xina (segle iii); tanmateix, aquesta hipòtesi és difícil de validar perquè els noms que es donen a les illes de la costa de la Xina difereixen d'una dinastia a una altra i cap es pot connectar directament a Taiwan.
A Europa, els mariners portuguesos van fixar-s'hi per primera vegada i li van donar el nom de Formosa (formosa, "bonica") sota la qual es coneixerà a Occident fins al segle xx, Taiwan s'enfronta realment a Occident al segle xvii, quan els holandesos van colonitzar part de l'illa, van cristianitzar part de la població aborigen i van crear una escriptura per la siraya (una llengua aborigen que es parlava a la regió de Tainan). Seran expulsats per Koxinga, un lleialista Ming hostil a la dinastia Qing nascut al Japó. El 1683, els manxús (dinastia Qing) van prendre el control de part de l'illa i van posar fi al regnat dels Zhengs. Fins cap al final del segle xix la dinastia Qing només tenia un control efectiu sobre la part oest i la part nord de l'illa, la resta va romandre sota el control de les diferents tribus indígenes. Arran de l'incident de Mudan (1871) i la guerra sino-francesa (1884-1885), els Qing van fer grans esforços per tal d'aconseguir el control efectiu de tota l'illa. Un d'aquests esforços va ser elevar la categoria de Taiwan a província xinesa el 1887 per tal d'administrar-la millor. Després de la seva derrota contra el Japó el 1895 durant la guerra sino-japonesa (1894-1895), la Xina signa el tractat de Shimonoseki pel qual ha de cedir Taiwan per perpetuïtat a l'Imperi Japonès. Aquesta colonització s'acompanya d'una certa segregació, però també d'una japonització-assimilació de la població i de la industrialització de l'illa. Durant la derrota de 1945, el Japó va lliurar Taiwan a les Nacions Unides, que va confiar la seva estabilització a la República de la Xina, per la qual cosa les tropes xineses del Guomindang van recuperar ràpidament el control de l'illa, amb el suport dels Estats Units. El 1949-1950, els nacionalistes del Kuomintang, després de la seva derrota a la Guerra Civil xinesa (1927-1950), van fugir de l'Exèrcit Popular d'Alliberament i la creació de la República Popular de la Xina pel Partit Comunista Xinès, i s'hi van establir llavors dos milions xinesos continentals, principalment tropes, amb l'ambició de recuperar el continent del Partit Comunista Xinès. Sota l'impuls de Chiang Kai-shek, imposen un règim de partit únic on domina el Kuomintang i l'estat d'emergència i continuen la industrialització de l'illa. La democratització va començar a la dècada del 1970 i va progressar a mesura que el país es va unir aviat al grup de "països desenvolupats". Als anys noranta, es van autoritzar diferents partits i es van celebrar eleccions. El debat polític es polaritza al voltant de la qüestió de la independència.
Taiwan és un gegant econòmic després del 1970 (1970-1990) el primer dels "quatre dracs" asiàtics, per davant de Corea del Sud, Hong Kong i Singapur

## Prehistòria

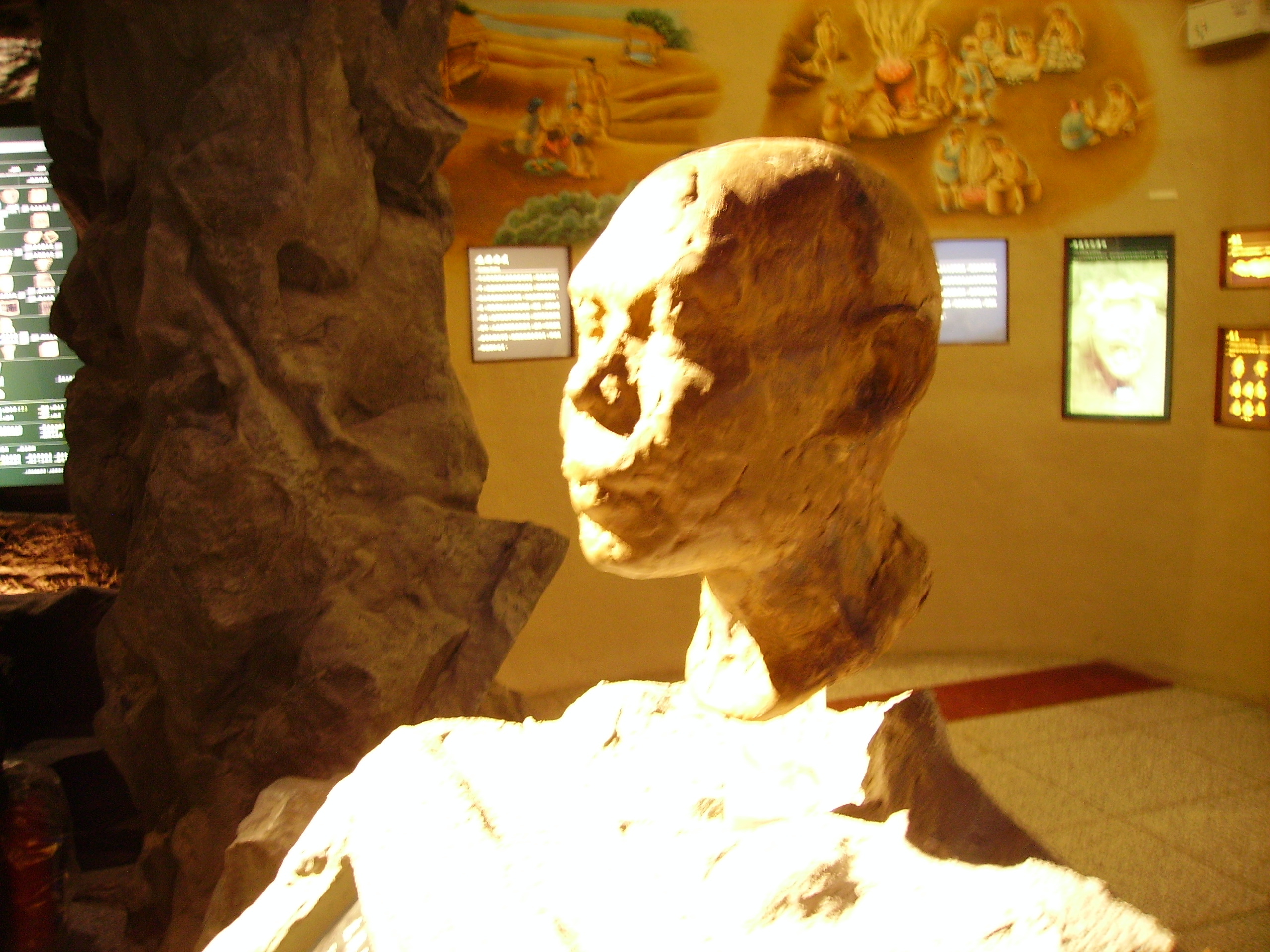
Home de Zuozhen

Les restes humanes més antigues trobades a l’illa daten de fa trenta mil anys: l'Home de Zuozhen (左 鎮 人) de Kaohsiung. No obstant això, els habitants originals no estan genèticament relacionats amb les poblacions austronèsiques actuals de l'illa.
Hi ha molts jaciments arqueològics a Taiwan. La cultura més antiga de l'illa és la cultura Xangbin. Aquesta cultura és una cultura de l'edat de pedra, es remunta a més de quinze mil anys i es diu que va durar fins fa cinc mil anys.

### Els austronesians
Fa sis mil anys (quatre mil anys aC.), va arribar la població de la Cultura d'Hemudu, originària de la badia de Hangzhou, cultivadors de mill i arròs, portant la seva cultura i Llengües austronèsiques a l’illa, van suplantar ràpidament els pobles del Plistocè i són els avantpassats dels actuals indígenes taiwanesos. Segons la teoria Out of Taiwan ("sortida de Taiwan"), el grup taiwanès va deixar l'illa cap al 2500 aC i va poblar diverses parts del sud-est asiàtic, on van difondre les llengües austronèsiques.
També han existit altres cultures, com la Cultura de Dapenkeng (xinès: 大坌坑, pinyin: dàbènkēng) que és una cultura neolítica i de la qual trobem rastres al nord, al sud de l’illa, així com a les Illes dels Pescadors. També es diu "cultura de la ceràmica de corda", perquè la ceràmica trobada té motius de corda. A la conca de Taipei trobem les restes de la cultura de Yuanshan (xinès: 圓山, pinyin: yuánshān), des del -5000 fins al començament de l'era cristiana. Als esquelets trobats veiem que la gent d’aquesta cultura practicava l'extracció de dents, aquest costum encara era practicat per alguns grups aborígens actuals a principis del segle xx.

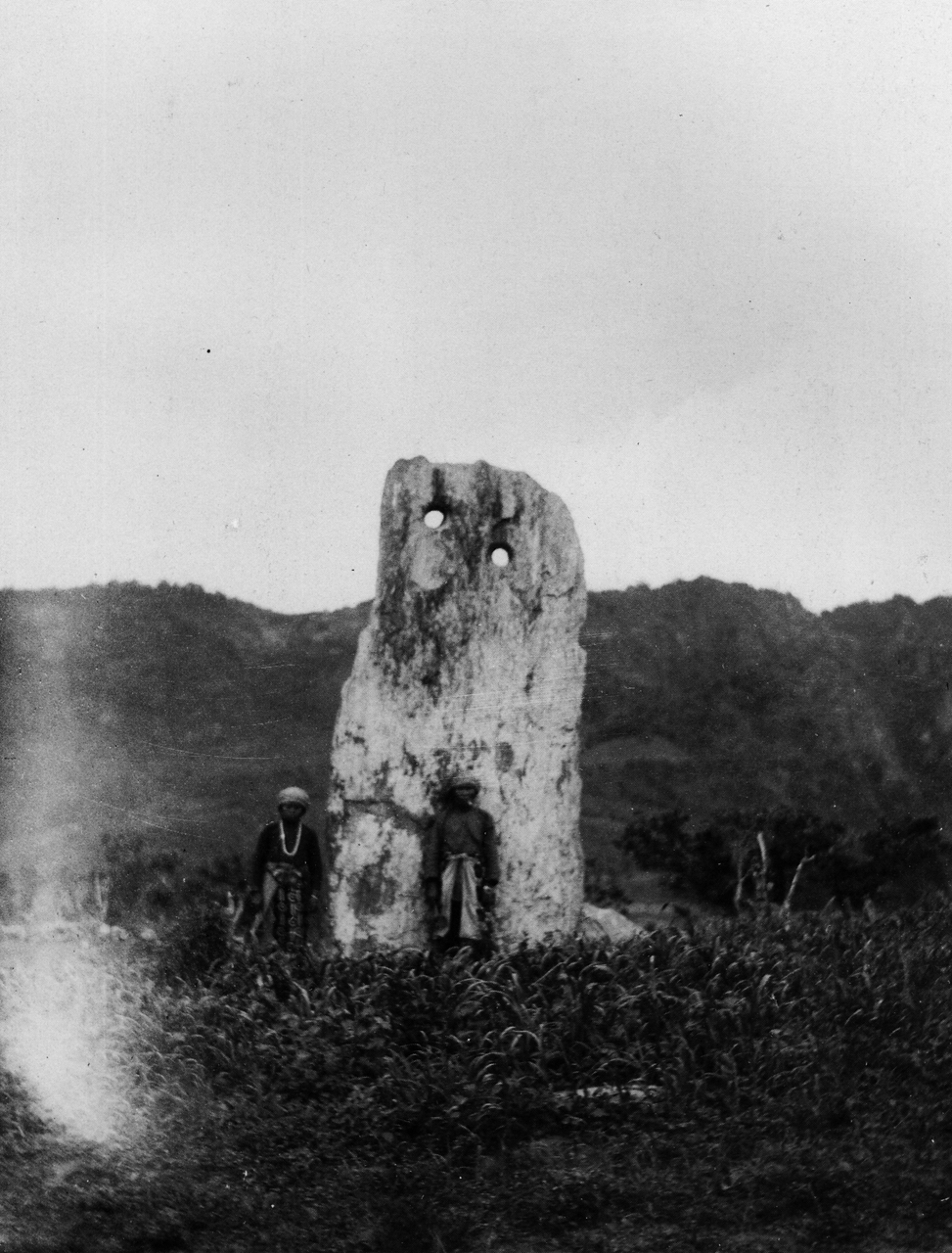
Monòlit a Beinan

Al final del Neolític, dues cultures van conviure a l'est de Taiwan: la cultura Beinan i la cultura Qilin (xinès: 麒麟, pinyin: qílín). Aquestes dues cultures es caracteritzen per l’ús de lloses de pedra. La cultura Beinan (卑南 卑南) utilitza aquestes lloses per fabricar taüts, i la cultura Qilin (麒麟) com a megàlits. El costum d’extracció de dents també es va practicar en aquesta població.
Les cultures de l'illa de Taiwan no van entrar a l'Edat del ferro o fins tard. Trobem diversos rastres de diferents cultures d’aquesta època. Com la cultura de Shisanhang (十三 行) al nord de l'illa, s'hi han trobat moltes eines de ferro. Al mateix temps, també trobem altres cultures de l'edat del ferro, la cultura Fanziyuan al centre de l’illa prop de la costa, la cultura Niaosong (鳥 松) al sud o la cultura Jingpu a la costa est. Tot i això, és difícil establir vincles directes entre aquestes cultures i els grups aborígens actuals.

### Colonització holandesa i espanyola

Mapa de Taiwan amb les colònies espanyoles (en verd) i holandeses (en rosa) al segle XVII

El primer contacte amb els europeus es va produir el 1542 quan un vaixell portuguès va veure l'illa i la va anomenar ilha Formosa, o illa bella en portuguès.
Els portuguesos no van fer cap intent de colonització. Només el Japó es va interessar per Taiwan a finals del segle XVI i principis del XVII. Toyotomi Hideyoshi primer el 1593 i després el shogunat Tokugawa va intentar dues vegades dirigir expedicions a Taiwan el 1609 i el 1616; aquestes expedicions van ser fracassos a causa de la resistència dels aborígens. La política aïllacionista posa fi a les idees expansionistes.

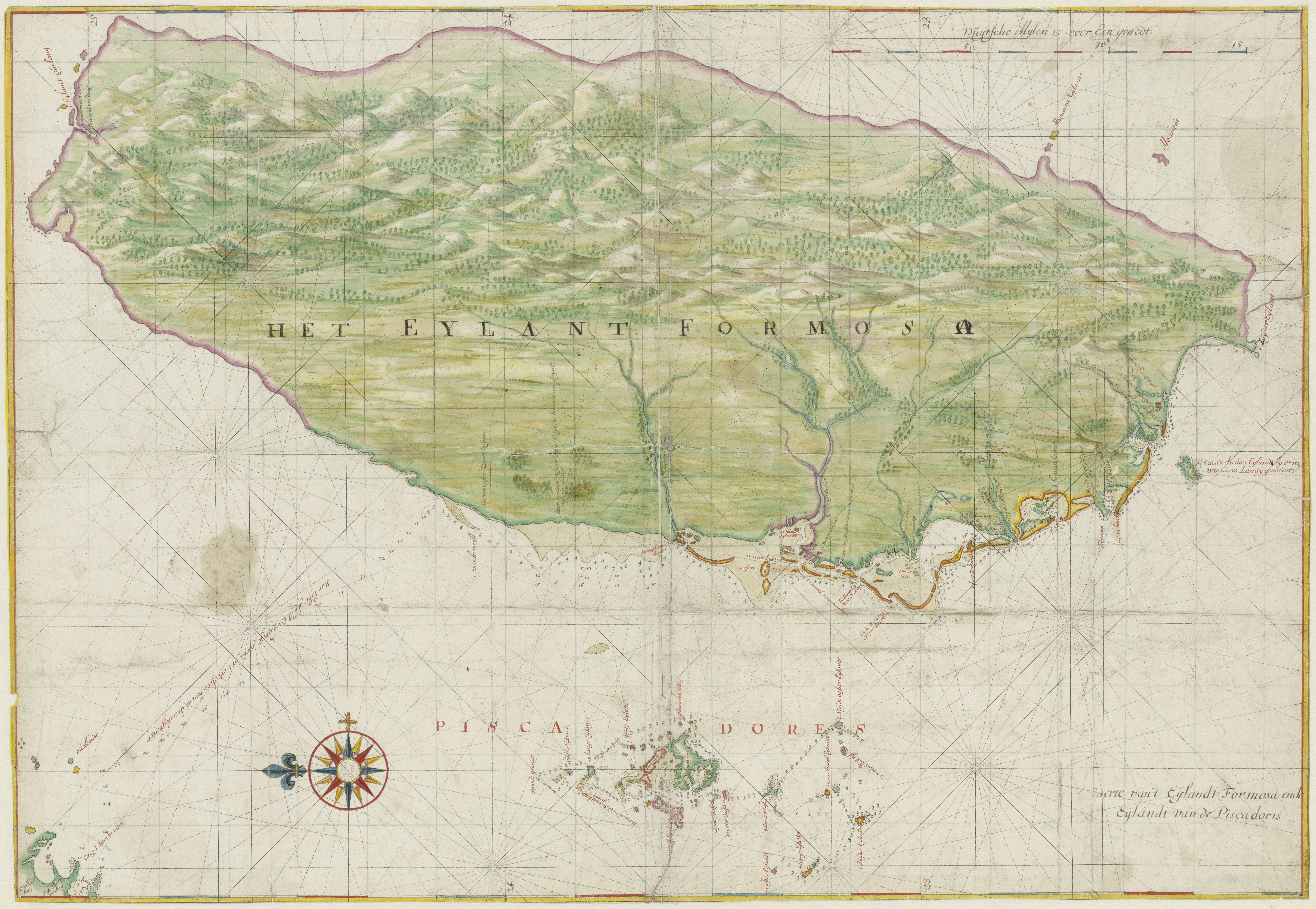
Formosa i els Pescadors / Johannes Vingboons / ca.1640 / Octobers, Den Haag

Els holandesos que intentaven establir un lloc avançat per comerciar amb la Xina i el Japó i acabar així amb el monopoli mantingut pels portuguesos i espanyols, van establir una base a les Illes dels Pescadors el 1622. Forçats per les tropes xineses, van haver de retirar-se i traslladar-se a Tayouan (Anping a l'actual ciutat de Tainan) el 1624, on construiran el fort Zeelandia.
Els holandesos de la Companyia Neerlandesa de les Índies Orientals van colonitzar l'illa fins al 1662, que seran expulsats per Koxinga. Els holandesos inicialment volien utilitzar el seu establiment a Taiwan només com a base per al comerç entre la Xina i el Japó. Per estendre la seva influència sobre les poblacions aborígens i controlar així les possibles revoltes, van intentar cristianitzar-les. Van fer transliteracions romanitzades de la llengua siraia de textos religiosos amb finalitats evangelitzadores i van construir escoles, on s'ensenyava l'ús d'aquesta escriptura als aborígens.
Tot i que no es va normalitzar en la seva grafia, l'ús d'aquesta escriptura es mantindrà fins al segle xix, però en queden pocs d'aquests documents escrits. Els holandesos van encoratjar els camperols de la província xinesa de Fujian a migrar a Taiwan per cultivar les terres que consideraven mal explotades per les poblacions aborígens. Per augmentar encara més els seus beneficis, la Companyia d'Índies va afegir al desenvolupament agrícola de l'illa i als ingressos que en derivava, una suma d'impostos que afectava totes les zones. Entre aquests, podem esmentar el comerç de pell de cérvol que va tenir un gran èxit, el dret a pescar, etc. La dominació dels holandesos no va començar realment fins al 1635, quan a l'agost van arribar els reforços que es van utilitzar en els mesos següents. Els holandesos van emprendre expedicions militars per sotmetre els diversos pobles aborígens i imposar-ne així la seva dominació. Aquestes expedicions van tenir tant d'èxit que fins i tot els pobles que maig havien estat en contacte amb els holandesos van demanar la pau.
Altres expedicions també van tenir lloc a principis de la dècada de 1640, cosa que va permetre estendre la influència holandesa al centre de l'illa i expulsar-hi els espanyols. De fet, els espanyols, preocupats per la instal·lació dels holandesos a Taiwan i l'amenaça que això representava per al seu comerç amb la Xina i el Japó, també van decidir establir-se a Taiwan, però al nord de l'illa. Van desembarcar a prop de Keelung el 1626 amb Antonio Carrendo de Vales al capdavant. També construiran dos forts, un a Keelung (Fort San Salvador) i l'altre a Tamsui (Fort Santo Domingo). Mai no aconseguiran ampliar la seva influència a l'illa i finalment abandonaran l'illa als holandesos el 1642. La colonització holandesa va tenir un cert impacte sobre les poblacions aborígens que van viure en contacte amb elles, especialment al sud-oest i en particular sobre els siraia. Els espanyols, per la seva banda, a causa de la seva curta presència a l'illa i la seva poca capacitat d'expansió, no van influir en la vida dels aborígens. L'arribada de Koxinga i els xinesos tindrà un impacte molt més gran en la vida de les poblacions aborígens.

## Koxinga i el regne de Tungning
L'abril de 1661, una flota dirigida per Koxinga, un lleialista de Ming, va desembarcar a l'illa de Taiwan amb 25.000 homes per expulsar els holandesos, convertir-la en base i, així, tornar a reconquerir la Xina i expulsar la dinastia Qing. Després de nou mesos de setge el 1662, els holandesos es van rendir i van deixar Taiwan. Koxinga va fer de Fort Zeelandia el seu palau i la seva seu, va canviar el nom per Anping. Koxinga va morir quatre mesos després, el 23 de juny de 1662 i el va succeir el seu fill Zheng Jing.
Els Zheng van fomentar la recuperació de terres: Zheng Jing (鄭 經) continuarà la política del seu pare de neteja de terres. Reforçarà les defenses de l'illa per protegir-se d'un atac dels Qing i llançarà certs atacs contra les costes xineses. Zheng Jing va morir el 1682 i el seu fill Zheng Keshuang el va succeir al tron, només tenia dotze anys.
El govern establert pels Zheng va ser extremadament sever i molt militaritzat i va imposar forts impostos, el control de la població xinesa va ser total. Aquests darrers no es van revoltar, només els aborígens es van revoltar algunes vegades. Durant el regnat dels Zheng, la migració de la població xinesa va continuar malgrat la prohibició dels manxús de creuar l'estret.

## Taiwan sota la dinastia Qing

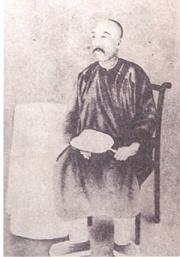
Liu Mingchuan, primer governador de Taiwan

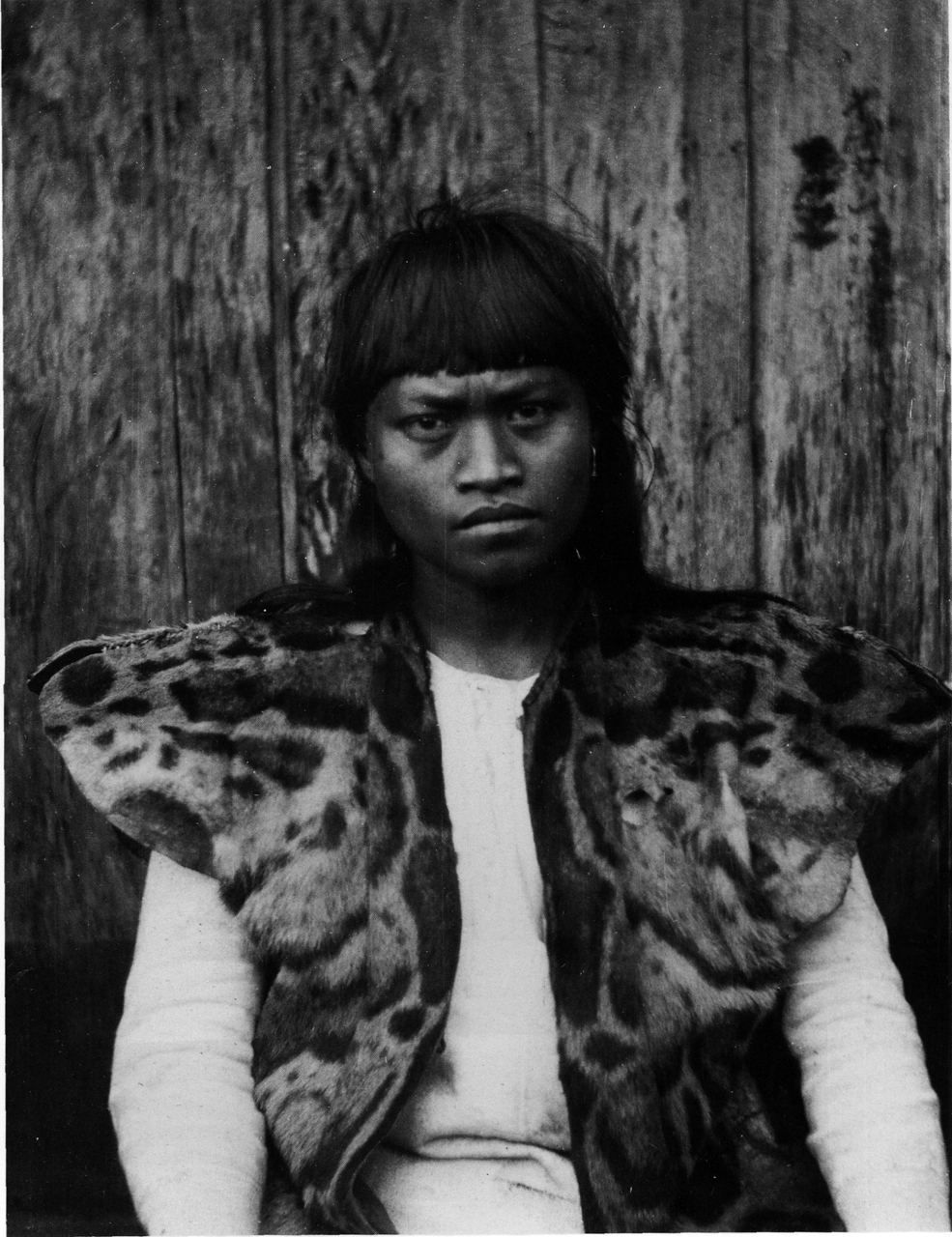
Aborigen taiwanès, vestit amb pell de lleopard, vers el 1900

Els manxús van decidir el 1683 atacar. El juny de 1683, els Qing van enviar una força militar contra els Zheng, comandada per l'almirall Shi Lang va desembarcar per primera vegada als Pescadors. Acaba així el regnat de Zheng.

### Migració a Taiwan
Aquesta expedició no pretenia colonitzar ni annexionar Taiwan, sinó enderrocar la dinastia Zheng, que representava una amenaça per a l'imperi. L'emperador Kangxi considerava Taiwan una terra sense importància (彈丸之地。 得 之 無所 加 ， 不得 無所 損). No obstant això, l'illa serà finalment annexionada a l'imperi, una idea a qui va donar suport el mateix Shi Lang. Molts xinesos que vivien a Taiwan van repatriats al continent, principalment soldats de Zheng (40.000) i molts homes que no tenien família.
El govern Qing prohibirà inicialment la migració a Taiwan. La prohibició de migrar a Taiwan es va aixecar i restaurar reiteradament. Malgrat les prohibicions, aquesta migració no va cessar maig i els migrants, la gran majoria homes solters, van continuar creuant l'estret amb l'esperança d'una vida millor.
El 1760 es va aixecar definitivament la prohibició i molts migrants van arribar a Taiwan per provar les seves oportunitats per a una vida millor, ja que es va notar un augment demogràfic a la Xina. La població xinesa va augmentar de 120.000 en l'època dels Zheng a més de dos milions el 1810.

### Política aborigen
L'arribada de cada vegada més població xinesa va exercir cada vegada més pressió sobre els indígenes taiwanesos que havien de migrar o assimilar-se.
Per evitar conflictes i la despossessió dels aborígens de les seves terres per part de migrants xinesos que buscaven noves terres, el govern va establir un sistema d'arrendament de terres aborígens per part de camperols xinesos.
Els immigrants xinesos que buscaven cada vegada més terres per explotar, van arribar a aventurar-se a l'interior i, per tant, van entrar en conflicte amb els "aborígens de muntanya". Per evitar aquests conflictes, el govern Qing va establir una frontera que separava les muntanyes de les planes.
El 1739 es va prohibir als xinesos travessar aquesta frontera; aquesta prohibició es va mantenir fins al 1875 quan les autoritats van aixecar la prohibició per colonitzar les muntanyes i poder explotar els recursos naturals.

### Conflictes i revoltes
Molts conflictes van esclatar entre migrants xinesos de diverses províncies: Quan els migrants es van unir per vincle amb la seva terra d’origen, van esclatar conflictes entre Hakka i Hokklo, etc. Taiwan també va ser escenari d’enfrontaments entre el govern Qing i les potències europees, americanes i després japoneses.
El 1840 Keelung va ser envaït pels britànics durant les Guerres de l'Opi.
El 1871, un vaixell de les Illes Ryūkyū va encallar a la costa sud-est de Taiwan i 54 membres de la seva tripulació van ser assassinats pels aborígens del poble de Mutan (牡丹 社). El govern japonès va trobar en aquest incident l'oportunitat de fer valer els seus drets sobre el Ryūkyū així com de dirigir una expedició a Taiwan sobre la qual tenia objectius expansionistes. Els japonesos van enviar una força expedicionària el 1874, amb 2000 homes. Es van enfrontar als aborígens, hi va haver 30 pèrdues al costat dels Paiwan i 543 al costat japonès, dels quals només 12 van morir en acció, els altres van morir de malaltia. Els japonesos finalment es van retirar quan els Qing van enviar tropes de reforç (9.000 soldats).
El 1884 França, desitjosa d’ampliar l'Imperi colonial francès, va atacar el nord de Taiwan durant la Guerra Sinofrancesa, cosa que va impulsar el govern Qing a construir una sèrie de defenses costaneres.
El 12 d'octubre de 1885 Taiwan es converteix en una província xinesa i Liu Mingchuan (劉銘傳) el primer governador de Taiwan.

### Modernització de Taiwan
Liu Mingchuan (劉銘傳) intenta llavors modernitzar Taiwan. Va construir un ferrocarril entre Taipei i Hsinchu, va obrir una mina a Keelung i va desenvolupar les defenses de Taiwan per protegir-se dels atacs estrangers.

## Taiwan sota dominació japonesa

### Annexió a l'Imperi del Japó
Després de la derrota contra l'Imperi Japonès el 1895, els Qing van cedir Taiwan i les Illes Pescadores al Japó a perpetuïtat el 17 d'abril de 1895, segons els termes del Tractat de Shimonoseki. Els termes del tractat deixen un període de gràcia per l'Ètnia Han, cosa que els permet vendre els seus productes i tornar a la terra ferma.
El 21 de maig de 1895, el Japó va crear el càrrec de governador general de Taiwan, en substitució del governador de Taiwan. La contraofensiva política taiwanesa seguirà al cap d'uns dies.

### La República de Taiwan

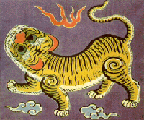
Bandera de la República de Taiwan

Per tal de resistir l'ocupació japonesa, els notables taiwanesos van crear la República de Taiwan el 23 de maig de 1895, amb l'objectiu de rebre ajuda de l'estranger per contrarestar l'arribada dels japonesos. La capital s'instal·la a Tainan i Tang Jingsong n'és el president. Encara que independent, la jove República reconeix la sobirania xinesa. Les tropes japoneses desembarquen prop de Keelung el 29 de maig i prenen Taipei, Tang Jingsong va fugir i Liu Yongfu, que dirigia l'exèrcit, el va succeir. L'Exèrcit Imperial japonès es va dirigir cap al sud i Taiwan va caure a l'octubre, Liu Yongfu al seu torn va fugir el 20 d'octubre. La República va durar només cinc mesos.

### Després de la República de Taiwan
La colonització japonesa ha d'afrontar moltes revoltes. Els primers anys, la pacificació de Taiwan va assolar 90 % del pressupost de la colònia.
El 1930, durant l'incident de Wushe, els japonesos van utilitzar armes químiques sobre les poblacions aborígens.
El govern colonial va aplicar una política agrícola per tal de millorar la producció i obtenir beneficis de les exportacions. Es milloren les tècniques agrícoles i de reg. Una reforma agrària distribueix terres als camperols. Així, la superfície cultivada es duplica i es tripliquen els rendiments.
L'ocupació contribueix significativament a la industrialització de l'illa: entre altres coses, es posa en marxa una xarxa de ferrocarrils, un sistema de sanejament i un sistema educatiu públic.
Amb l'esclat de la Segona Guerra sinojaponesa el 1937, l'Imperi Japonès va iniciar una política d'assimilació social i cultural (kōminka) a tota l'illa per enfortir els vincles entre l'illa i la nova pàtria. Les mesures repressives fomenten l'ús de la llengua i l'adopció de noms japonesos i es declara obligatori el registre en un santuari Shintō, així com el culte a Hirohito. L'elit taiwanesa porta vestits de cerimònia japonesa.

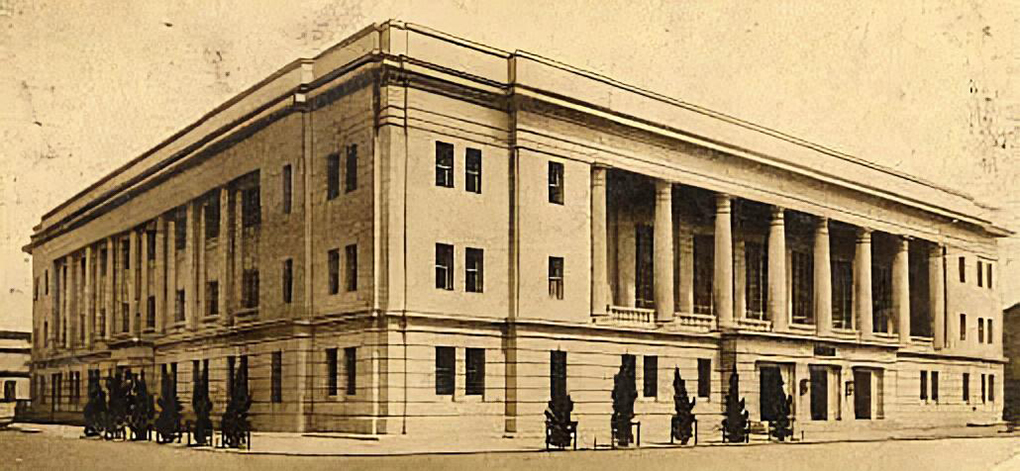
Banc de Taiwan

Després del final de la Segona Guerra Mundial el 1945, en paraules de l'"Instrument japonès de rendició", el Japó va acceptar a priori la declaració de la Conferència de Potsdam que feia referència a la Conferència del Caire segons la qual l'illa s'hauria d'alliberar de les forces japoneses.
Les tropes de la República de la Xina van arribar a l'illa per acceptar la rendició de les forces militars japoneses arran de l'Ordre número 1 emesa pel general Douglas MacArthur el 2 de setembre de 1945, i després van ser transportades a Keelung per la Marina dels Estats Units.

## Arxipèlag de Taiwan sota la República de la Xina

Multitud davant l'Auditori Taihoku de Taipéi celebrant la rendició del Japó davant els Aliats el 1945.

Després de veure's obligat a abandonar la Xina continental, vençut pels comunistes de Mao Zedong, el generalísimo Chiang Kai-shek va reorganitzar la cúpula del partit nacionalista Kuomintang a l'illa de Taiwan, on ja mesos abans de la derrota definitiva s'havien traslladat molts membres de l'administració de l'estat republicà, a la recerca d'un lloc segur des d'on poder organitzar la lluita contra les tropes del Partit Comunista de la Xina, que avançaven en la seva marxa cap a la victòria total.
La victòria dels comunistes en la guerra civil va empènyer a l'exili taiwanès a uns dos milions de xinesos del continent. Les institucions de la República de la Xina, amb la seva constitució aprovada en 1947, van mantenir la seva existència a la petita illa. Oficialment, l'estat encapçalat per Chiang Kai-shek, que havia recuperat el càrrec de President de la República (després del breu mandat de Li Zongren), es mantenia en estat de guerra a causa del que oficialment es va designar com a "rebel·lió comunista" en la Xina continental. La ciutat de Taipéi, centre polític i administratiu de l'illa de Taiwan des del final del segle xix (Segle dinovè), va ser declarada capital provisional de la República de la Xina, mentre que la capital constitucional seguia i segueix sent la ciutat continental de Nanquín. Però els taiwanesos queden decebuts ràpidament de l'arribada d'aquests congèneres continentals, que es comporten com en un territori conquerit, eliminant els taiwanesos de l'administració i agafant la riquesa de l'illa.
Els "taiwanesos nadius" es van sentir frustrats per la reunificació. És un veritable "xoc cultural" entre els xinesos del continent i els taiwanesos que havien viscut sota administració japonesa durant cinquanta anys. Els recursos de l’illa s'utilitzen per fer guerra contra els comunistes a la part continental. La situació econòmica de Taiwan es deteriora, cosa que accentua el ressentiment taiwanès contra les autoritats nacionalistes.
El 28 de febrer de 1947 van esclatar disturbis contra el govern (esdeveniments del 28 de febrer, anomenat incident 228 (二二八事件)). Aquestes manifestacions són suprimides sagnantment per les tropes nacionalistes. El "terror blanc" que s'abat sobre Taiwan, durarà dècades, entre 10.000 i 30.000 persones seran assassinades i milers arrestats. L'elit intel·lectual taiwanesa és decapitada. El moviment independentista es desenvolupa.
El 1949, Chiang Kai-shek es va refugiar a Taiwan, ja que els comunistes van guanyar a la part continental, així la República de la Xina només controlarà l'illa de Taiwan i algunes altres petites illes. Mentre en el pla polític el règim instal·lat a Taiwan va exercir un govern de marcat caràcter autoritari durant la presidència de Chiang Kai-shek, l'economia taiwanesa va viure una etapa d'esplendor, amb un intens creixement que, en un primer moment, va ser impulsat per la reforma agrària que va dur a terme el govern en els primers anys de la seva etapa taiwanesa. Aquesta reforma agrària va donar lloc a un creixement molt destacat en la capacitat productiva del camp taiwanès, la qual cosa redundaria en una millora substancial del nivell de vida en el mitjà rural.
El govern de Chiang Kai-shek va mantenir la seva oposició a qualsevol tipus de reconeixement del règim comunista de la República Popular insistint que la República de la Xina era l'única i veritable Xina, la "Xina lliure". Mentre que els països del bloc socialista van reconèixer a la República Popular ja en 1949, molts països del món van continuar reconeixent a la República de la Xina com a govern legítim de tota Xina fins als anys 1970. Això va permetre al govern del Kuomintang mantenir el seient corresponent a la Xina en les Nacions Unides fins a 1971. Durant aquest temps, la República de la Xina es va negar a permetre qualsevol tipus d'accés a les Nacions Unides tant de la República Popular Xina com de la República Popular de Mongòlia (actual República de Mongòlia), aquesta última considerada també territori xinès per la constitució de 1947. El 23 de novembre de 1971, el seient corresponent a la Xina en les Nacions Unides va passar a ser ocupat per la República Popular Xina.
El maig de 1949 es va declarar la llei marcial. Chiang Kai-shek (蔣介石) controlava Taiwan amb puny de ferro i tota l'oposició va ser reprimida. Tot i la seva derrota al continent, Chiang Kai-shek continua reclamant autoritat sobre tot el territori xinès. El Guomindang defensa la sinització de Taiwan, el mandarí s'imposa com a llengua oficial. Aquesta sinització de marxes forçades és un xoc no només per als taiwanesos més antics, també d’origen xinès, sinó també per als aborígens la cultura dels quals ja va ser delmada pels primers colons europeus, els colons xinesos de les dinasties Ming i Qing i per la colonització japonesa.
Després de la seva derrota al continent, Tchang Kai-shek es va trobar sol, els Estats Units van aturar tot el suport al règim a la República de la Xina.

### Crisi de l'estret
La Guerra de Corea que va esclatar el 1950 va ser una salvació per al règim de Chiang Kai-shek. De fet, l'Exèrcit Popular d'Alliberament (中國人民解放軍) es preparava per envair Taiwan, Harry S. Truman decideix defensar Taiwan contra una invasió de tropes comunistes. 7 La flota americana creua Taiwan.
El 1954 es van signar acords de defensa mútua i les tropes nord-americanes es van estacionar a Taiwan.
El 25 d'octubre de 1971, després que Chiang Kai-shek es negués a acceptar la Xina Popular, els membres de l'ONU van votar per l'entrada de la República Popular de la Xina a l'ONU. La resolució 2758 expulsa els representants de Chiang Kai-shek de l'ONU i ja no esmenta el nom de la República de la Xina. La República Popular de la Xina es converteix en l'únic representant de la Xina a l'ONU.
EDesprés de la mort de Chiang Kai-shek en 1975, el vicepresident Ien Chia-kan va assumir el càrrec de president. No obstant això, l'autèntic home fort del règim era Chiang Ching-kuo, que va rellevar al seu pare com a president del partit i accediria també a la presidència de la República al maig de 1978, després de substituir finalment a Ien Chia-kan.
Durant l'època de govern de Chiang Ching-kuo es va accelerar el creixement econòmic, la qual cosa va portar al fet que Taiwan passés a ser un dels territoris més industrialitzats i desenvolupats d'Àsia. Aquesta transformació econòmica, unida a una acceptació creixent que el règim de la república mai tornaria a controlar el continent xinès, van portar a un progressiu aixecament de les mesures repressives, i es van començar a tolerar les opinions discrepants amb la línia oficial així com les reunions de moviments d'oposició al Kuomintang.
Al desembre de 1978, el president dels Estats Units Jimmy Carter va anunciar que els Estats Units deixava de reconèixer a la República de la Xina com a govern legítim de la Xina, transferint el reconeixement diplomàtic a la República Popular Xina, com ja havien fet les Nacions Unides i la major part dels països del món. A pesar que els Estats Units va reconèixer finalment a la República Popular Xina, el Congrés nord-americà va aprovar la Llei de Relacions amb Taiwan, que confirmava la continuació del suport militar a la República de la Xina.
En 1979, activistes pro-democràcia van intentar atreure l'atenció dels mitjans de comunicació internacionals a la situació dels ciutadans taiwanésos sota les brutals polítiques nacionalistes. El Dia dels Drets Humans, el 10 de desembre d'aquest any, els activistes van protagonitzar protestes a gran escala a la ciutat de Kaohsiung, exigint que es posés fi a la llei marcial, i a les polítiques repressives del govern nacionalista. Aquestes manifestacions van ser ràpidament sufocades per la policia, i els líders de la protesta van ser detinguts, acusats de sedició, i alguns condemnats a cadena perpètua.
Així, després de tres dècades de separació, l'ensomni de Chiang Kai-shek que el sistema comunista acabaria esfondrant-se en el continent i que la República de la Xina tornaria victoriosa a assumir el control sobre tota Xina va donar pas a una època d'obertura i realisme polític en la qual els dirigents de la República de la Xina van començar a assumir la seva condició de govern de Taiwan. La llei marcial va ser aixecada el 15 de juliol de 1987, i Chiang Ching-kuo va morir el 13 de gener de 1988.
La taiwanització de la República de la Xina a Taiwan es durà a terme durant la dècada del 1990 sota el govern de Lee Teng-hui (???). Això va posar fi a l'estat de guerra el 1991. El 1995, Lee Teng-hui va fer una visita "privada" als Estats Units. Aquesta visita donarà lloc a la crisi dels míssils, després de les declaracions de Lee Teng-Hui. Durant l'estiu de 1995 i el març de 1996, el PLA va llançar míssils a prop de la costa de Taiwan amb l'objectiu d'influir en els partisans separatistes. Els Estats Units responen a aquest foc de míssils enviant dos portaavions i els seus esquadrons, que posaran fi a aquesta crisi. La continuació de les reformes democràtiques a Taiwan va portar a la legalització dels partits polítics d'oposició. Aquestes reformes van culminar en les eleccions presidencials de 1996, en les quals, per primera vegada, els taiwanesos van poder triar al seu president per sufragi universal. En aquestes eleccions, Lee Teng-hui va ser reelegit com a president de la República de la Xina.
El 1999, Lee Teng-hui va declarar que les relacions entre la Xina i Taiwan eren "relacions especials d'estat a estat". Aquesta declaració va provocar protestes a Pequín i l'administració Clinton fins i tot va declarar que Lee Teng-hui era un esgarriacries.
L'estatus de Taiwan està en tensió amb la Xina:
El nou enfocament taiwanès de les seves relacions amb la República Popular de la Xina i les seves repercussions. L'any següent, la República Popular de la Xina publica un Llibre Blanc que afirma que la declaració d'independència de Taiwan, així com la negativa sine die de les negociacions per a la reunificació, són casus belli.

### El PDP governant

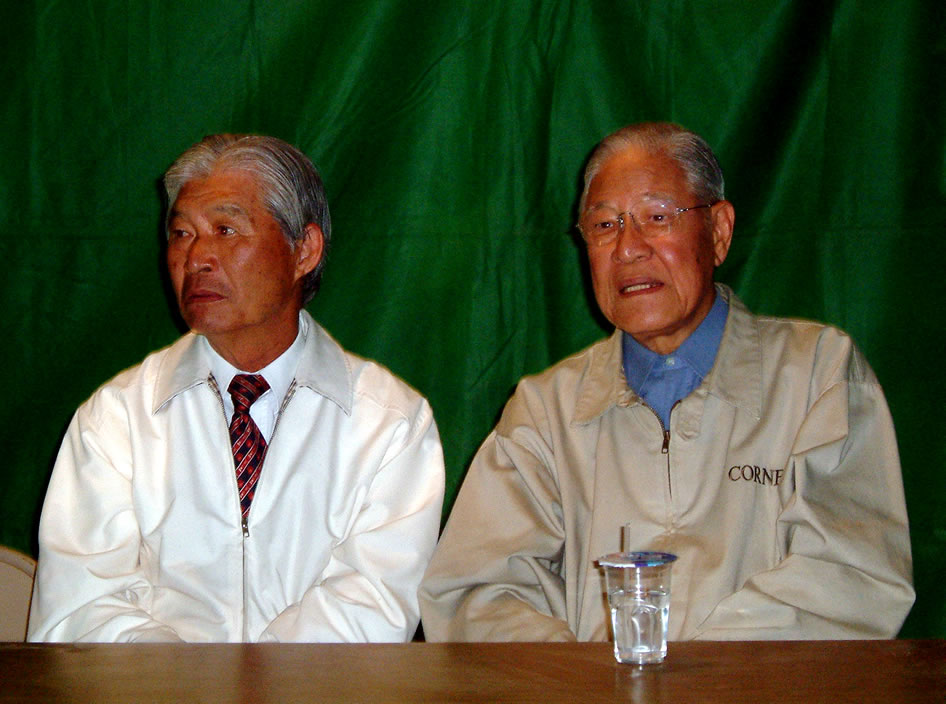
El successor de Chiang Ching-kuo, Lee Teng-hui (a la dreta) en una fotografia de l'any 2004.

A les eleccions presidencials del 2000 es va produir la victòria de Chen Shui-bian, candidat del Partit Progressista Democràtic (PDP) (Wade-Giles: Minjintang). Va ser reelegit el 2004 després d'unes eleccions molt renyides. Ara es poden ensenyar idiomes taiwanesos i aborígens a l'escola, a més del xinès mandarí. Com que el parlament encara està dominat pel partit d'oposició del Kuomintang (KMT), s'aprova una llei sobre la iniciació de referèndums. L’inici d’un referèndum requereix un nombre molt gran de signatures en diverses etapes. La votació final requereix la participació del 50 % de votants, així com aprovació per un 50% % dels votants. Per tant, cap dels referèndums iniciats no han tingut lloc.
L'any 2000, es van celebrar les segones eleccions presidencials, que van ser guanyades per Chen Shui-bian, líder del Partit Progressista Democràtic formada per diversos partits d'oposició partidaris de la independència formal de Taiwan. D'aquesta manera, el Kuomintang era desallotjat de la presidència per primera vegada des de l'establiment de la República de la Xina a l'illa. Molts seguidors del Kuomintang van culpar de la derrota al president sortint Lee Teng-hui, acusant-ho de deslleialtat en recolzar les posicionis independentistes de l'oposició en contra de la ideologia del seu propi partit. Lee acabaria abandonant el Kuomintang i fundant el seu propi partit d'ideologia marcadament independentista.

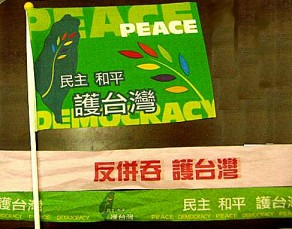
Bandera de suport a la manifestació del 26 de març de 2005 en Taipéi en contra de la Llei Antisecessionista Xina. La manifestació va concentrar sobretot als partidaris de la independència formal de Taiwan, que s'identifiquen amb el color verd.

El president Chen Shui-bian i la vicepresidenta Annette Dl. van ser reelegits en les eleccions de l'any 2004, marcades com en ocasions anteriors per les amenaces de la República Popular Xina d'envair Taiwan en cas d'una declaració formal d'independència. Amb les eleccions legislatives de l'11 de desembre del 2004 a Taiwan la coalició pa-blau (favorable a una eventual reunificació amb Xina) liderada pel Kuomintang va guanyar 114 escons en el Yuan legislatiu enfront dels 101 de la coalició pa-verd (favorable a la independència de Taiwan) liderada pel Partit Democràtic Progressista. El 14 de març de 2005, la República Popular Xina va aprovar la llei Antisecessionista que contempla la intervenció armada en cas d'una declaració formal d'independència de Taiwan. Aquests esdeveniments han portat a una suavització de la retòrica independentista dels actuals governants de Taiwan. L'opinió majoritària a l'illa sembla afavorir el manteniment del statu quo en el futur. Entre el 26 d'abril i el 5 de maig de 2005 el Kuomintang va emprendre un viatge històric a la República Popular Xina anomenat també "visita de pau a la Xina" i els seus militants es van trobar amb el President de la Xina Hu Jintao i amb diversos membres del Partit Comunista de la Xina i tots dos es van comprometre a treballar junts per la reunificació pacífica de la Xina i Taiwan.

### Retorn del Kuomintang
El març de 2008, Ma Ying-jeou (馬英九), candidat al Kuomintang i partidari de l’acostament a Pequín, va ser elegit president de la República. Va promoure en gran manera els intercanvis culturals, turístics i econòmics entre Taiwan i la Xina. Durant la seva presa de possessió, va prometre als taiwanesos cap unificació amb la Xina, no "independència" i el no ús de la força militar. S'han obert línies aèries civils directes entre Taiwan i la Xina continental, cosa que permet a les persones aïllades a banda i banda de l'estret poder tornar a veure les seves famílies. Chen Shui-bian és empresonat per diversos casos de corrupció.
Ma Ying-jeou va ser reelegit el 14 de gener de 2012 per a un segon mandat i el seu partit, el Kuomintang, va obtenir 64 dels 113 escons del parlament durant les eleccions legislatives que es van celebrar simultàniament. El 2013, la cota de popularitat del president Ma va caure per sota del 20 %.

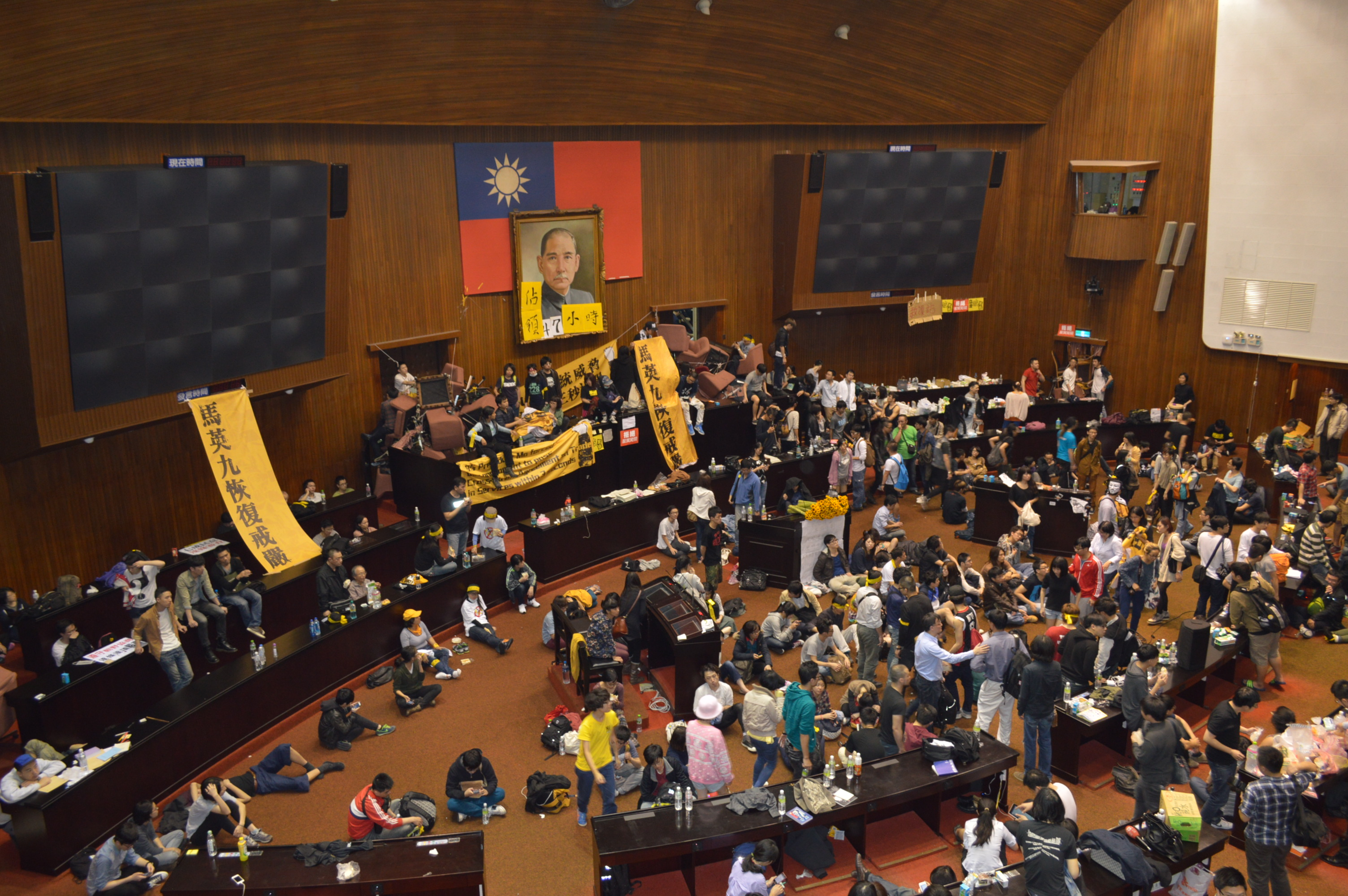
El Moviment Estudiantil del Gira-sol va ocupar el Parlament el 2014

A les eleccions locals taiwaneses del 2014, el Partit Demòcrata Progressista va liderar part dels districtes electorals, sobretot per les seves aliances amb certs partits minoritaris. Els partits minoritaris i independents ocupen diversos escons: Ko Wen-je, candidat independent ocupa el càrrec d'alcalde de Taipei; Eric Chu, del Kuomintang, l'ajuntament de Nou Taipei, els altres municipis especials són ocupats pel PDP. El Kuomintang encara obté més escons als consells municipals.

### Retorn del PDP
Tsai Ing-wen, el candidat presidencial del Partit Demòcrata Progressista, va guanyar dues eleccions el 2016 i el 2020 i va promoure el desenvolupament del consens taiwanès.